# Margarete Böhme
Pour les articles homonymes, voir Böhme.
Margarete Böhme (née Wilhelmine Margarete Susanna Feddersen le 8 mai 1867 à Husum et décédée le 23 mai 1939 à Hambourg-Othmarschen) est une écrivaine allemande. Le Journal d'une fille perdue, publié pour la première fois en 1905 sous le titre Tagebuch einer Verlorenen, est son livre le plus connu et le plus vendu. À la fin des années 1920, il s'était vendu à plus d'un million d'exemplaires, le classant parmi les livres les plus vendus de son époque.

## Biographie
Margarete Böhme grandit à Husum, dans la province du Schleswig-Holstein, où elle fréquente une école secondaire pour filles. À dix-sept ans, elle voit sa première nouvelle publiée dans un journal de Hambourg ; dans les années qui suivent, elle rédige des articles pour des journaux allemands et autrichiens. En 1894, elle épouse l'éditeur de journaux Friedrich Theodor Böhme, avec qui elle vit à Boppard. Le mariage se termine par un divorce en 1900. 
Margarete Böhme vit ensuite avec sa fille et travaille comme journaliste et écrivain à Berlin-Friedenau. À partir de 1903, elle publie des romans de divertissement, dont certains paraissent d'abord sous forme de feuilletons dans des journaux. Peu d'entre eux, cependant, ont rencontré un grand succès. Elle connait véritablement le succès à partir de 1905 avec la parution de son roman Journal d'une fille perdue, présenté d'abord comme l'autobiographie authentique d'une prostituée. Une revue littéraire américaine, The Bookman, décrivait Böhme comme « l'une des principales romancières de la jeune école réaliste allemande. »
En 1911, Böhme épouse le fabricant de pain berlinois Theodor Schlueter. Après sa mort, elle déménage chez sa fille à Hambourg-Othmarschen, où elle vit jusqu'à sa mort.
L'œuvre littéraire de Margarete Böhme est composée de nombreux romans et nouvelles. Son plus grand succès, Journal d'une fille perdue est le portrait d'une jeune femme tombant dans la prostitution. Böhme s'étant longtemps décrite comme simple éditrice dans la première édition, l'ouvrage a longtemps été considéré comme un journal authentique. Avec 1,2 million d'exemplaires vendus, le Journal d'une fille perdue est l'un des plus gros succès de librairie en Allemagne avant 1933.. Il est traduit en 14 langues et adapté trois fois au cinéma. Margarete Böhme publie ensuite d'autres romans portants sur des questions sociales contemporaines.
Après la prise du pouvoir par les nationaux-socialistes, les livres de Margarete Böhme ne sont plus publiés en Allemagne et l'auteure est largement oubliée. Depuis les années 1990, notamment aux États-Unis, le regain d'intérêt pour sa personne et son œuvre est probablement fortement influencé par le culte posthume de l'actrice Louise Brooks, qui interprète le rôle principal de Thymian dans l'adaptation cinématographique de Georg Wilhelm Pabst en 1929.
À partir de 2009, le groupe de théâtre Husum 5plus1 a réédité plusieurs ouvrages de Margarete Böhme, dont le Journal d'une fille perdue, avec une postface et un glossaire. 

## Œuvres
- 1905 : Journal d'une fille perdue, Berlin, rééd., Neuausgabe Husum, 2021
- 1907 : Dida Ibsens Geschichte, Berlin
- 1911 : W.A.G.M.U.S., Berlin, rééd. Neuausgabe Husum 2016

## Adaptations cinématographiques
- 1912 : Journal d'une fille perdue de Fritz Bernhardt
- 1918 : Journal d'une fille perdue de Richard Oswald
- 1929 : Le Journal d'une fille perdue de Georg Wilhelm Pabst